# La apuesta
"La Apuesta" é uma canção gravada pela artista mexicana Thalía com Erik Rubín e incluída no décimo primeiro álbum de estúdio de Thalía, Habitame Siempre, bem como no álbum ao vivo de 2013, Viva Tour. A música foi escrita por Beatriz Herraiz e produzida por Armando Ávila. Foi lançado em 22 de outubro de 2013 como o primeiro single do álbum ao vivo VIVA Tour. O single é uma versão ao vivo da música gravada no National Auditorium em 26 de abril de 2013.

## Música e letras
As letras são escritas por Beatriz Herraiz enquanto a música é sobre uma aposta que um cara fez com seus amigos que namoraria uma certa garota, com quem ele se apaixona sem esperar. Thalía afirmou no documentário incluído na reedição especial do álbum que a música é parcialmente verdadeira, já que ela realmente teve um caso com Erik Rubín quando eles eram membros do mesmo grupo de música pop (Timbiriche) nos anos 80. Thalía também descreveu como uma "canção nostálgica" que traz muitas lembranças de sua adolescência. Thalia escreveu no encarte do Habitame Siempre as seguintes palavras sobre a canção: "Nostalgia, magia, cumplicidade, irmandade. E que o mundo dê voltas e voltas!"). A faixa é produzida por Armando Ávila.

## Capa
A obra de arte da capa do single foi revelada através do site da Amazon em 14 de outubro de 2013 e foi confirmada oficialmente por Thalía e Erik Rubin. Ele mostra os dois artistas cantando a música ao vivo e é um trecho de sua apresentação no Auditório Nacional em 26 de abril de 2013, que foi gravado na frente de um público composto por mais de 10.000 pessoas.

## Promoção

### Performances ao vivo
A canção foi interpretada por Thalia e Erik Rubin pela primeira vez em 21 de setembro de 2012 no Hammerstein Ballroom em Nova York. Eles também cantaram a música ao vivo nos dois shows de Thalia no Auditório Nacional do México, em 26 e 27 de abril, respectivamente. Os shows de Thalia no México foram gravados e lançados em 12 de novembro de 2013 como um CD / DVD Viva Tour. A música "La Apuesta" foi escolhida para ser o primeiro single promocional deste álbum ao vivo, enquanto ao mesmo tempo funciona como o terceiro single oficial do álbum Habítame Siempre. A música foi enviada para rádios em 14 de outubro de 2013 e lançada como single digital em 22 de outubro de 2013.

### Vídeo musical
Um videoclipe da música foi lançado em 13 de setembro e inclui uma performance ao vivo da música no Hammerstein Ballroom, em Nova York. Alguns dias depois, foi anunciado que o videoclipe oficial seria lançado em 29 de outubro de 2013 e provavelmente incluiria a performance ao vivo da música no Auditório Nacional.

## Desempenho nas tabelas musicais e certificação
| Chart (2013)               | Maior posição |
| -------------------------- | ------------- |
| México (Mexican Pop Chart) | 4             |
| México (Monitor Latino)    | 11            |

| País (Empresa)                          | Certificação | Vendas  |
| --------------------------------------- | ------------ | ------- |
| México (AMPROFON)                       | Ouro         | 30,000* |
| *vendas baseadas apenas na certificação |              |         |

## Histórico de lançamento
| País  | Data                    | Formato                         |
| ----- | ----------------------- | ------------------------------- |
| Mundo | 22 de outubro de 2013   | Download digital                |
| EUA   | 15 de fevereiro de 2013 | Rádio Contemporânea Em Espanhol |
| EUA   | 15 de fevereiro de 2013 | Airplay                         |